# Yuanyi, Shandong
Yuanyi (kinesiska: 园艺, 园艺街道) är en socken i Kina. Den ligger i provinsen Shandong, i den östra delen av landet, omkring 220 kilometer söder om provinshuvudstaden Jinan. Antalet invånare är 44 809. Befolkningen består av 22 553 kvinnor och 22 256 män. Barn under 15 år utgör 9,0 %, vuxna 15-64 år 86 %, och äldre över 65 år 4,0 %.
Genomsnittlig årsnederbörd är 796 millimeter. Den regnigaste månaden är juli, med i genomsnitt 190 mm nederbörd, och den torraste är januari, med 7 mm nederbörd.